# Schleife (Naturschutzgebiet)
Koordinaten: 51° 32′ 41″ N, 14° 28′ 35″ O

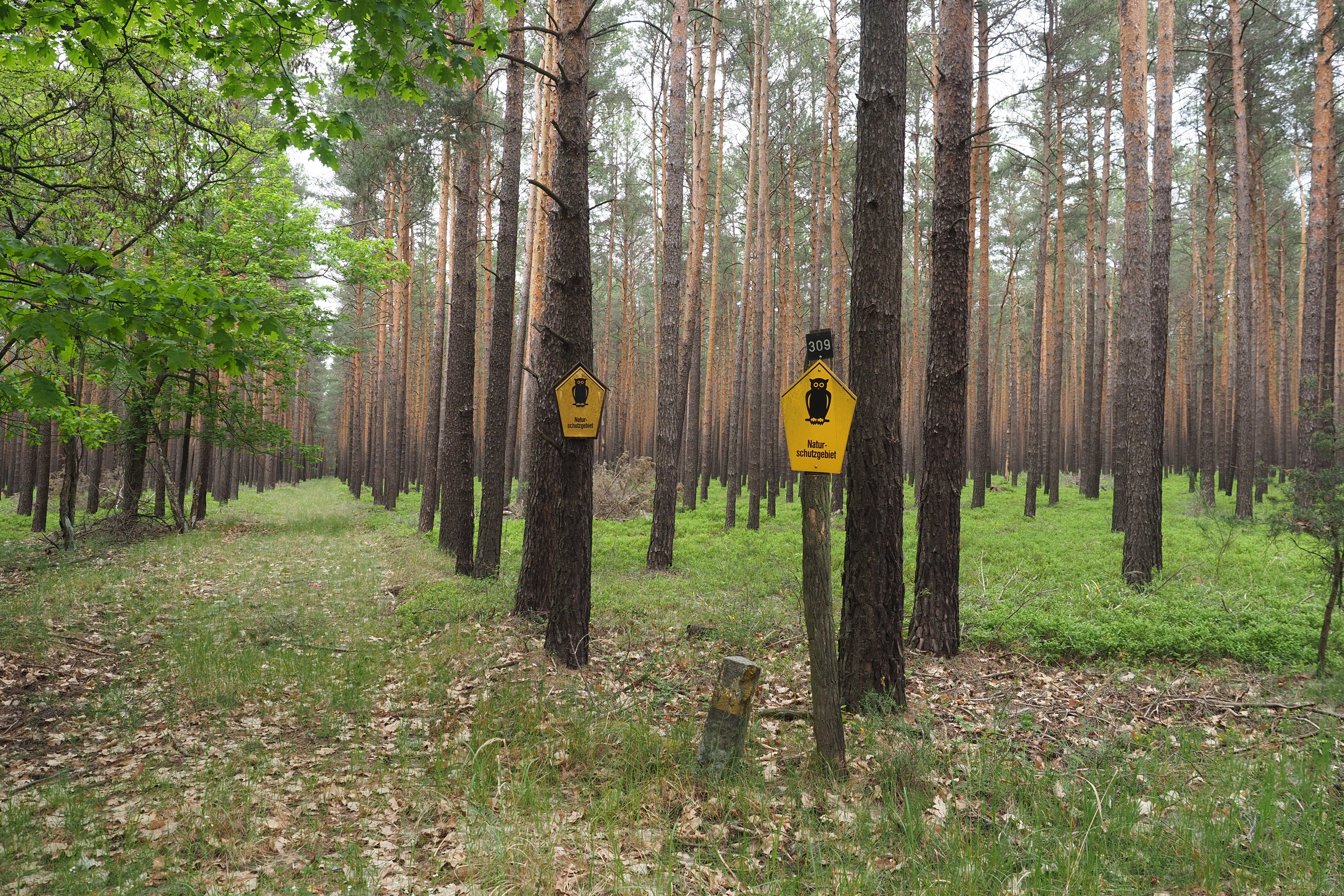
NSG Schleife

Das Naturschutzgebiet Schleife ist ein Naturschutzgebiet im Landkreis Görlitz in Ostsachsen. Es liegt in der Muskau-Hoyerswerdaer-Heide nahe dem Gleisdreieck der Bahnstrecken Spremberg–Hoyerswerda und Cottbus–Görlitz zwischen Spremberg und Schleife im Landkreis Görlitz. Gekennzeichnet ist es als ebene Sanderfläche  südlich einer Endmoräne als Kiefernaltholzgebiet mit natürlicher Verjüngung.
Der für die Muskauer Heide so typische Heidelbeer-Preiselbeerwald mit den angrenzenden Besenheide-Flächen ist Lebensraum für das Birkhuhn. Weitere Vogelarten wie Schwarzspecht, Grünspecht, Buntspecht und Pirol leben dort. Seltene Bewohner sind u. a. die Ödlandschrecke.
Das 52 ha große Naturschutzgebiet wurde vom Regierungspräsidium Dresden am 11. Januar 2007 ausgewiesen.